# Ian Stenlake
Ian Edward Stenlake es un actor australiano, más conocido por interpretar a CO en la serie Sea Patrol.

## Biografía
Es hijo de un ministro; de niño actuaba con el coro juvenil de Queensland. 
En 1996 se graduó de la prestigiosa escuela National Institute of Dramatic Art "NIDA" con un grado en artes escénicas (actuación).
El 20 de enero de 2001, se casó con la actriz de teatro musical Rachael Beck en Byron Bay; la pareja ha tenido dos hijas: Tahlula Stenlake (15 de enero de 2007) y Roxie Stenlake (19 de abril de 2009).

## Carrera
Ian ha aparecido en numerosas puestas en escena como Guys and Dolls, Camelot, High Society, The Pajama Game, Romeo and Juliet, entre otras... También participó como extra en la película de The Godfather: Part III, mientras se encontraba de vacaciones en Roma.
En 1994 apareció como Tug Medic en la película Trapped in Space. En 1997 interpretó a James en la serie infantil Children's Hospital y a Anthony en la película The Dingles Down Under. Sin embargo su gran oportunidad llegó un año después cuando se unió al elenco de la serie Stingers donde interpretó al alguacil Oscar Stone, hasta el 2002. 
De 1998 al 2002 interpretó al Oficial Oscar Stone, cuyo nombre verdadero era Cameron Pierce en la serie policíaca Stingers. Su personaje fue asesinado por Conrad, durante la quinta temporada, luego de que se pusiera enfrente de Peter Church y recibiera un disparo que estaba destinado para él.
En 1999 apareció como invitado en un episodio de la serie dramática Murder Call.
A principios del 2006, junto a las estrellas de teatro musical Scott Irwin y James Millar, formaron un trío de pop ópera llamado Bravo, ahora Bravus.
Desde el 2007 se encuentra participando en la serie Sea Patrol donde interpreta al 
Teniente Comandante/Comandante en Jefe del HMAS Hammersley, Mike Flynn.
En el 2012 apareció como invitado en la serie Dance Academy donde interpretó a "Gav & Lena", el conductor de un programa.

## Filmografía

### Series de televisión
| Año         | Título              | Personaje                                 | Notas                  |
| ----------- | ------------------- | ----------------------------------------- | ---------------------- |
| 2017        | The Secret Daughter | Andrew Weston                             | 3 episodios            |
| 2013        | Deadbeat Dads       | Doctor Cameron                            | episodio "Pilot"       |
| 2012        | Dance Academy       | Gav                                       | episodio "Win Or Lose" |
| 2007 - 2011 | Sea Patrol          | Teniente Comandante/Comandante Mike Flynn | 67 episodios           |
| 1998 - 2002 | Stingers            | Oscar "Cameron Pierce" Stone              | 110 episodios          |
| 1999        | Murder Call         | Jamie Nikolides                           | episodio "Dying Day"   |
| 1997        | Children's Hospital | James                                     | -                      |

### Películas
| Año  | Título                            | Personaje       | Notas                                                         |
| ---- | --------------------------------- | --------------- | ------------------------------------------------------------- |
| 2013 | Revolving Doors                   | Dueño del Hotel | corto - junto a Chai Romruen, Jack Finsterer y Joss McWilliam |
| 2012 | The Bloke Next Door               | Clayton         | corto - junto a Steve Maresca y Matt McFarlane                |
| 2011 | All the Little Pieces             | Charlie         | corto                                                         |
| 2006 | Natural Selection                 | Jason/John      | -                                                             |
| 1997 | Emmerdale: The Dingles Down Under | Anthony Gibson  | -                                                             |
| 1996 | Diana & Me                        | John            | -                                                             |
| 1994 | Trapped in Space                  | Médico          | junto a Jack Wagner y Jack Coleman                            |
| 1990 | El padrino III                    | Mesero          | -                                                             |

### Teatro
| Año        | Obra                        | Personaje           | Director          | Teatro                     | Notas                                                |
| ---------- | --------------------------- | ------------------- | ----------------- | -------------------------- | ---------------------------------------------------- |
| 2014       | Daylight Saving             | Joshua Makepeace    | -                 | Darlinghurst Theatre       | junto a Rachel Gordon, Chris Stollery y Jacob Warner |
| 2011       | More than Words             | -                   | -                 | -                          | junto a Rachael Beck                                 |
| 2011       | You and I                   | -                   | Bev Kennedy       | Cremorne Theatre           | junto a Rachael Beck                                 |
| 2009       | The School of Arts          | Padre Michael Walsh | Richard Cheshire  | Pilbeam Theatre            | junto a Christine Amor, Bille Brown y Leon Cainers   |
| 2008, 2009 | Guys and Dolls              | Skye Masterson      | Jamie Lloyd       | Princess Theatre           | junto a Lisa McCune, Shane Jacobson y Garry McDonald |
| 2006, 2008 | Carols by Candlelight       | Allistar            | -                 | -                          | -                                                    |
| 2008       | Gala Concert                | -                   | Peter Ross        | Her Majesty's Theatre      | junto a Rachael Beck, Peter Cousens y Rob Mills      |
| 2007       | Sleeping Beauty             | Príncipe Encantador | Michael Kantor    | Merlyn Theatre             | junto a Anna Tregloan, Alison Bell y Paul Jackson    |
| 2007       | Bravus                      | -                   | -                 | -                          | junto a Scott Irwin y James Millar                   |
| 2006       | The Pajama Game             | Syd Sorokin         | Terence O'Connell | Arts Centre, State Theatre | junto a Pippa Grandison, David Harris y Rachael Beck |
| 2006       | Kookaburra Launch Concert   | -                   | Gale Edwards      | Lyric Theatre              | junto a Rachael Beck, Debra Byrne y John Waters      |
| 2005       | Oklahoma!                   | Curly               | Terence O’Connell | -                          | junto a Nancye Hayes, Lucy Durack y James Millar     |
| 2005       | Charters Towers-the Musical | Hatter              | Scott Maidment    | -                          | junto a Ian Dietrich, Jean Lindley y Mark Reed       |
| 2005       | First Curtain Call          | -                   | -                 | Festival Theatre           | junto a Rachael Beck y Marina Prior                  |
| 2004       | Eureka                      | Peter Lalor         | Gale Edwards      | Her Majesty's Theatre      | junto a Trisha Crowe, Rachael Beck y Michael Cormick |
| 2003       | They're Playing Our Song    | Vernon Gersch       | Terence O'Connell | -                          | junto a Sharon Millerchip                            |
| 2003       | Cabaret                     | Cliff Bradshaw      | Sam Mendes        | -                          | junto a Lisa McCune, Tina Arena y Rachael Beck       |
| 1998       | A Tale of Two Cities        | Carton/Darney       | -                 | -                          | junto a Delene Butland y Bryan Nason                 |
| 1991       | P.S. Your Cat's Dead        | -                   | Noel Anderson     | -                          | junto a Delene Butland, John Regan y Alex Sweetman   |
| 1991       | Angry Housewives            | Tim                 | Paul Dellitt      | La Boite Theatre           | junto a Katrina Devery, Lisa Hickey y Peter Knapman  |

## Premios y nominaciones
| Año  | Categoría                          | Premio                     | Obra                     | Resultado |
| ---- | ---------------------------------- | -------------------------- | ------------------------ | --------- |
| 2006 | Best Male Actor in a Musical       | Helpmann Award             | Oklahoma!                | Nominado  |
| 2006 | Best Male Artist in a Leading Role | Green Room Award           | They're Playing Our Song | Ganador   |
| 2005 | Best Male Actor in a Musical       | Green Room Award           | Eureka                   | Nominado  |
| 2004 | Best Male Artist in a Leading Role | Green Room Award           | They're Playing Our Song | Ganador   |
| 2004 | Best Male Artist in a Leading Role | Green Room Award           | They're Playing Our Song | Ganador   |
| 2003 | Best Male Actor in a Musical       | Victorian Green Room Award | Cabaret                  | Nominado  |